# My Little Pony: Equestria Girls (franquicia)
My Little Pony: Equestria Girls, también conocido como Equestria Girls, es una línea de productos de muñeca de moda y franquicia de medios canadiense-estadounidense lanzado en 2013 por el Hasbro, como un spin-off de la franquicia My Little Pony relanzado en 2010. Equestria Girls presenta personajes antropomorficiados de My Little Pony: la magia de la amistad. Incluye varias líneas de muñeca y corbatas de medios (incluyendo cuatro películas, álbumes de música, una aplicación para móviles, tres programas de televisión, cortos animados de "Summertime" y una serie web en YouTube).
El universo ficcional Equestria Girls es establecido como una contrapartida paralela al mundo principal de la encarnación de 2010 de la My Little Pony, poblada con versiones humanas de los personajes de la franquicia.

## Media

### Películas
| Películas                                           | Estreno                  | Director        | Escritor(es)                 | Productor(es)         | Duración   | Estado  |
| --------------------------------------------------- | ------------------------ | --------------- | ---------------------------- | --------------------- | ---------- | ------- |
| My Little Pony: Equestria Girls                     | 15 de junio de 2014      | Jayson Thiessen | Meghan McCarthy              | Sarah Wall Devon Cody | 73 minutes | Lanzado |
| My Little Pony: Equestria Girls: Rainbow Rocks      | 27 de septiembre de 2014 | Jayson Thiessen | Meghan McCarthy              | Sarah Wall Devon Cody | 73 minutos | Lanzado |
| My Little Pony: Equestria Girls: Friendship Games   | 26 de septiembre de 2015 | Ishi Rudell     | Josh Haber                   | Devon Cody            | 72 minutos | Lanzado |
| My Little Pony: Equestria Girls: Legend of Everfree | 1 de octubre de 2016     | Ishi Rudell     | Kristine Songco Joanna Lewis | Angela Belyea         | 73 minutos | Lanzado |

1. ↑  Lanzado durante Los Angeles Film Festival de 2013.
2. ↑  Lanzado en selección teatral.
3. ↑  Estreno televisión en Discovery Family.
4. ↑  Disponible en Netflix Estados Unidos.

#### Discografía
- My Little Pony: Equestria Girls - Banda sonora  (2013)
- Equestria Girls: Rainbow Rocks - Banda sonora  (2014)
- Equestria Girls: Los Juegos de la Amistad - Banda sonora  (2015)
- Equestria Girls: La Leyenda de la Everfree - Banda sonora  (2016)

La Colección de la Convención My Little Pony de 2015 lanzada para San Diego Comic-Con International de 2015 contiene selectas canciones de las dos primeras películas: Equestria Girls y Rainbow Rocks.

### Especiales
| Especiales                                   | Estreno                  | Director                   | Escritor(es)            | Productor                                            | Duración   | Plataforma       | Estado  |
| -------------------------------------------- | ------------------------ | -------------------------- | ----------------------- | ---------------------------------------------------- | ---------- | ---------------- | ------- |
| Equestria Girls: Dance Magic                 | 24 de junio de 2017      | Ishi Rudell                | G.M. Berrow             | Angela Belyea                                        | 22 minutos | Discovery Family | Lanzado |
| Equestria Girls: Movie Magic                 | 1 de julio de 2017       | Ishi Rudell                | Noelle Benevuenti       | Angela Belyea                                        | 22 minutos | Discovery Family | Lanzado |
| Equestria Girls: Mirror Magic                | 8 de julio de 2017       | Ishi Rudell                | Rachel Vine Dave Polsky | Angela Belyea                                        | 22 minutos | Discovery Family | Lanzado |
| Equestria Girls: Forgotten Friendship        | 17 de febrero de 2018    | Ishi Rudell Katrina Hadley | Nick Confalone          | Angela Belyea Colleen McAllister                     | 44 minutos | Discovery Family | Lanzado |
| Equestria Girls: Rollercoaster of Friendship | 6 de julio de 2018       | Ishi Rudell Katrina Hadley | Nick Confalone          | Angela Belyea Colleen McAllister                     | 44 minutos | Discovery Family | Lanzado |
| Equestria Girls: Spring Breakdown            | 30 de marzo de 2019      | Ishi Rudell Katrina Hadley | Nick Confalone          | Angela Belyea Katherine Crownover Colleen McAllister | 44 minutos | Discovery Family | Lanzado |
| Equestria Girls: Sunset's Backstage Pass     | 27 de julio de 2019      | Ishi Rudell Katrina Hadley | Whitney Ralls           | Angela Belyea Katherine Crownover Colleen McAllister | 44 minutos | Discovery Family | Lanzado |
| Equestria Girls: Holiday Unwrapped           | 22 de septiembre de 2019 | Ishi Rudell Katrina Hadley | Anna Christopher        | Angela Belyea Katherine Crownover                    | 44 minutos | Discovery Family | Lanzado |

### Cortos

#### Rainbow Rocks
Los cortometrajes Rainbow Rocks están acompañados por una serie de cortos animados lanzados en línea. 8 cortos animados que sirvieron como preludio de Rainbow Rocks se lanzaron en 2014, seguidos de 3 cortos encore para Rainbow Rocks en 2015. Los cortos también se incluyen en el hogar físico. Lanzamientos de los medios de las películas como parte de características especiales.
| Corto                       | Estreno             | Director(es)     | Duración         | Plataforma       | Estado           |
| Cortos preludios            | Cortos preludios    | Cortos preludios | Cortos preludios | Cortos preludios | Cortos preludios |
| --------------------------- | ------------------- | ---------------- | ---------------- | ---------------- | ---------------- |
| Music to My Ears            | 27 de marzo de 2014 | Ishi Rudell      | 2:26             | YouTube          | Lanzado          |
| Guitar Centered             | 4 de abril de 2014  | Ishi Rudell      | 2:17             | YouTube          | Lanzado          |
| Hamstocalypse Now           | 11 de abril de 2014 | Ishi Rudell      | 2:19             | YouTube          | Lanzado          |
| Pinkie on the One           | 25 de abril de 2014 | Ishi Rudell      | 2:15             | YouTube          | Lanzado          |
| Player Piano                | 9 de mayo de 2014   | Ishi Rudell      | 2:21             | YouTube          | Lanzado          |
| A Case for the Bass         | 23 de mayo de 2014  | Ishi Rudell      | 2:18             | YouTube          | Lanzado          |
| Shake Your Tail             | 6 de junio de 2014  | Ishi Rudell      | 2:04             | YouTube          | Lanzado          |
| Perfect Day for Fun!        | 19 de junio de 2014 | Ishi Rudell      | 2:02             | YouTube          | Lanzado          |
| Cortos encore               |                     |                  |                  |                  |                  |
| Friendship Through the Ages | 2 de abril de 2015  | Ishi Rudell      | 2:06             | YouTube          | Lanzado          |
| Life Is a Runway            | 2 de abril de 2015  | Ishi Rudell      | 1:56             | YouTube          | Lanzado          |
| My Past Is Not Today        | 2 de abril de 2015  | Ishi Rudell      | 2:19             | YouTube          | Lanzado          |

#### Friendship Games
Los cortometrajes Friendship Games están acompañados por una serie de cortos animados lanzados en línea. 5 cortos animados de Friendship Games se lanzaron en 2013. Los cortos también se incluyen en el hogar físico. Lanzamientos de los medios de las películas como parte de características especiales.
| Corto                                 | Estreno              | Director(es)    | Duración | Plataforma | Estado  |
| ------------------------------------- | -------------------- | --------------- | -------- | ---------- | ------- |
| The Science of Magic                  | 1 de agosto de 2015  | Jayson Thiessen | 2:07     | YouTube    | Lanzado |
| Pinkie Spy                            | 8 de agosto de 2015  | Jayson Thiessen | 2:13     | YouTube    | Lanzado |
| All's Fair in Love & Friendship Games | 15 de agosto de 2015 | Jayson Thiessen | 2:16     | YouTube    | Lanzado |
| A Banner Day                          | 29 de agosto de 2015 | Jayson Thiessen | 2:15     | YouTube    | Lanzado |

#### Summertime Shorts
Una serie de cortometrajes y videos musicales, cada uno de 3 minutos, que muestran a los protagonistas en situaciones de la vida diaria dentro y fuera de Canterlot High School. Los cortos se hicieron en parte de DHX Media (incluyendo videos musicales) y en parte por el estudio irlandés Boulder Media Limited.
El nombre Summertime Shorts ("corto verano") fue utilizado en anuncios para Discovery Family. La publicación de nuevos cortometrajes continuó durante todo el mes de julio e agosto de 2017.
| Corto                                     | Estreno                  | Director(es)               | Escritor | Productor | Duración  | Plataforma               | Estado  |
| ----------------------------------------- | ------------------------ | -------------------------- | -------- | --------- | --------- | ------------------------ | ------- |
| Equestria Girls: Make Up Shake Up         | 30 de julio de 2017      | Ishi Rudell Katrina Hadley | -        | -         | 3 minutos | Discovery Family/YouTube | Lanzado |
| Equestria Girls: A Photo Booth Story      | 30 de julio de 2017      | Ishi Rudell Katrina Hadley | -        | -         | 3 minutos | Discovery Family/YouTube | Lanzado |
| Equestria Girls: Raise This Roof          | 30 de julio de 2017      | Ishi Rudell Katrina Hadley | -        | -         | 3 minutos | Discovery Family/YouTube | Lanzado |
| Equestria Girls: Steps of Pep             | 30 de julio de 2017      | Ishi Rudell Katrina Hadley | -        | -         | 3 minutos | Discovery Family/YouTube | Lanzado |
| Equestria Girls: Mad Twience              | 30 de julio de 2017      | Ishi Rudell Katrina Hadley | -        | -         | 3 minutos | Discovery Family/YouTube | Lanzado |
| Equestria Girls: Monday Blues             | 5 de agosto de 2017      | Ishi Rudell Katrina Hadley | -        | -         | 3 minutos | Discovery Family/YouTube | Lanzado |
| Equestria Girls: Pet Project              | 6 de agosto de 2017      | Ishi Rudell Katrina Hadley | -        | -         | 3 minutos | Discovery Family/YouTube | Lanzado |
| Equestria Girls: Subs Rock                | 6 de agosto de 2017      | Ishi Rudell Katrina Hadley | -        | -         | 3 minutos | Discovery Family/YouTube | Lanzado |
| Equestria Girls: The Art of Friendship    | 12 de agosto de 2017     | Ishi Rudell Katrina Hadley | -        | -         | 3 minutos | Discovery Family/YouTube | Lanzado |
| Equestria Girls: Epic Fails               | 16 de agosto de 2017     | Ishi Rudell Katrina Hadley | -        | -         | 3 minutos | Discovery Family/YouTube | Lanzado |
| Equestria Girls: The Canterlot Movie Club | 20 de agosto de 2017     | Ishi Rudell Katrina Hadley | -        | -         | 3 minutos | Discovery Family/YouTube | Lanzado |
| Equestria Girls: Get the Show on the Road | 27 de agosto de 2017     | Ishi Rudell Katrina Hadley | -        | -         | 3 minutos | Discovery Family/YouTube | Lanzado |
| Equestria Girls: Leaping Off the Page     | 27 de agosto de 2017     | Ishi Rudell Katrina Hadley | -        | -         | 3 minutos | Discovery Family/YouTube | Lanzado |
| Equestria Girls: Coinky-Dink World        | 22 de septiembre de 2017 | Ishi Rudell Katrina Hadley | -        | -         | 3 minutos | Discovery Family/YouTube | Lanzado |
| Equestria Girls: Good Vibes               | 22 de septiembre de 2017 | Ishi Rudell Katrina Hadley | -        | -         | 3 minutos | Discovery Family/YouTube | Lanzado |

#### Serie digital
Una serie exclusiva de YouTube originalmente se estrenaría en algún momento en 2018; sin embargo, se movió hasta un lanzamiento del 17 de noviembre de 2017 en su lugar.
La serie se transmite en el canal oficial de la Hasbro en YouTube; y cada episodio se muestra todos los viernes en los Estados Unidos, y todos los sábados a nivel internacional. Una serie separada de episodios interactivos especiales estará disponible solo en los EE. UU. durante la serie.

##### Temporada 1

###### Better Together
| #  | #  | Título                    | Director    | Escritor                                | Estreno                 | Duración |
| -- | -- | ------------------------- | ----------- | --------------------------------------- | ----------------------- | -------- |
| 1  | 1  | A Fine Line               | Ishi Rudell | Gillian M. Berrow                       | 17 de noviembre de 2017 | 2:44     |
| 2  | 2  | School of Rock            | Ishi Rudell | Gillian M. Berrow                       | 24 de noviembre de 2017 | 2:35     |
| 3  | 3  | Queen of Clubs            | Ishi Rudell | Gillian M. Berrow                       | 1 de diciembre de 2017  | 2:39     |
| 4  | 4  | Pinkie Sitting            | Ishi Rudell | Gillian M. Berrow                       | 8 de diciembre de 2017  | 2:46     |
| 5  | 5  | The Finals Countdown      | Ishi Rudell | Gillian M. Berrow                       | 15 de diciembre de 2017 | 2:36     |
| 6  | 6  | Overpowered               | Ishi Rudell | Gillian M. Berrow                       | 22 de diciembre de 2017 | 2:41     |
| 7  | 7  | Star Crossed              | Ishi Rudell | Gillian M. Berrow                       | 29 de diciembre de 2017 | 2:55     |
| 8  | 8  | My Little Shop of Horrors | Ishi Rudell | Gillian M. Berrow                       | 5 de enero de 2018      | 2:51     |
| 9  | 9  | A Little Birdie Told Me   | Ishi Rudell | Gillian M. Berrow                       | 12 de enero de 2018     | 2:48     |
| 10 | 10 | Display of Affection      | Ishi Rudell | Gillian M. Berrow                       | 19 de enero de 2018     | 2:46     |
| 11 | 11 | Super Squad Goals         | Ishi Rudell | Gillian M. Berrow                       | 26 de enero de 2018     | 2:45     |
|    |    | Road Trippin'             | Ishi Rudell | Gillian M. Berrow                       | 2 de marzo de 2018      | 2:19     |
| 16 | 12 | X Marks the Spot          | Ishi Rudell | Kara Lee Burk                           | 13 de abril de 2018     | 2:32     |
| 17 | 13 | Aww... Baby Turtles       | Ishi Rudell | Kara Lee Burk                           | 20 de abril de 2018     | 2:58     |
| 18 | 14 | The Salty Sails           | Ishi Rudell | Whitney Ralls                           | 27 de abril de 2018     | 2:50     |
| 19 | 15 | Lost and Found            | Ishi Rudell | Kate Leth                               | 4 de mayo de 2018       | 2:43     |
| 20 | 16 | Too Hot to Handle         | Ishi Rudell | Laura Hooper Beck                       | 11 de mayo de 2018      | 2:23     |
| 21 | 17 | Blue Crushed              | Ishi Rudell | Kate Leth                               | 18 de mayo de 2018      | 2:26     |
| 22 | 18 | Unsolved Selfie Mysteries | Ishi Rudell | Nina Daniels                            | 25 de mayo de 2018      | 2:11     |
| 23 | 19 | Friendship Math           | Ishi Rudell | M.J. Offen                              | 1 de junio de 2018      | 2:31     |
| 24 | 20 | Turf War                  | Ishi Rudell | Laura Hooper Beck                       | 8 de junio de 2018      | 2:34     |
| 25 | 21 | The Last Day of School    | Ishi Rudell | Kate Leth                               | 15 de junio de 2018     | 2:34     |
| 26 | 22 | Outtakes                  | Ishi Rudell | Whitney Ralls                           | 22 de junio de 2018     | 2:31     |
| 27 | 23 | Pinkie Pie: Snack Psychic | Ishi Rudell | Laura Hooper Beck                       | 29 de junio de 2018     | 2:18     |
| 28 | 24 | 5 to 9                    | Ishi Rudell | Gillian M. Berrow                       | 6 de julio de 2018      | 2:37     |
| 29 | 25 | So Much More to Me        | Ishi Rudell | Kate Leth                               | 13 de julio de 2018     | 2:59     |
| 30 | 26 | The Other Side            | Ishi Rudell | John Jennings Boyd y Lisette Bustamante | 5 de octubre de 2018    | 2:48     |

###### You Choose the Ending
| #  | #  | Título                                              | Director    | Escritor            | Estreno               | Duración | Final                   |
| -- | -- | --------------------------------------------------- | ----------- | ------------------- | --------------------- | -------- | ----------------------- |
| 12 | 1  | Fluttershy's Butterflies                            | Ishi Rudell | Nick Confalone      | 2 de febrero de 2018  | 1:49     | 1:38 (Applejack)        |
| 12 | 1  | Fluttershy's Butterflies                            | Ishi Rudell | Nick Confalone      | 2 de febrero de 2018  | 1:49     | 1:23 (Rainbow Dash)     |
| 12 | 1  | Fluttershy's Butterflies                            | Ishi Rudell | Nick Confalone      | 2 de febrero de 2018  | 1:49     | 1:03 (DJ Pon-3)         |
| 13 | 2  | Text Support                                        | Ishi Rudell | Jim Martin          | 9 de febrero de 2018  | 1:21     | 1:45 (Rarity)           |
| 13 | 2  | Text Support                                        | Ishi Rudell | Jim Martin          | 9 de febrero de 2018  | 1:21     | 1:27 (Sunset Shimmer)   |
| 13 | 2  | Text Support                                        | Ishi Rudell | Jim Martin          | 9 de febrero de 2018  | 1:21     | 1:08 (Fluttershy)       |
| 14 | 3  | Driving Miss Shimmer                                | Ishi Rudell | Kate Leth           | 16 de febrero de 2018 | 0:57     | 2:01 (Rarity)           |
| 14 | 3  | Driving Miss Shimmer                                | Ishi Rudell | Kate Leth           | 16 de febrero de 2018 | 0:57     | 1:39 (Applejack)        |
| 14 | 3  | Driving Miss Shimmer                                | Ishi Rudell | Kate Leth           | 16 de febrero de 2018 | 0:57     | 1:46 (Fluttershy)       |
| 15 | 4  | Best Trends Forever                                 | Ishi Rudell | Whitney Ralls       | 23 de febrero de 2018 | 1:04     | 1:52 (Twilight Sparkle) |
| 15 | 4  | Best Trends Forever                                 | Ishi Rudell | Whitney Ralls       | 23 de febrero de 2018 | 1:04     | 1:16 (Rainbow Dash)     |
| 15 | 4  | Best Trends Forever                                 | Ishi Rudell | Whitney Ralls       | 23 de febrero de 2018 | 1:04     | 1:12 (Pinkie Pie)       |
| 31 | 5  | Stressed in Show                                    | Ishi Rudell | Kelly D'Angelo      | 20 de julio de 2018   | 1:28     | 1:39 (Fluttershy)       |
| 31 | 5  | Stressed in Show                                    | Ishi Rudell | Kelly D'Angelo      | 20 de julio de 2018   | 1:28     | 1:36 (Pinkie Pie)       |
| 31 | 5  | Stressed in Show                                    | Ishi Rudell | Kelly D'Angelo      | 20 de julio de 2018   | 1:28     | 1:33 (Rainbow Dash)     |
| 32 | 6  | Rarity Investigates: The Case of the Bedazzled Boot | Ishi Rudell | Julia Prescott      | 27 de julio de 2018   | 1:28     | 1:30 (Applejack)        |
| 32 | 6  | Rarity Investigates: The Case of the Bedazzled Boot | Ishi Rudell | Julia Prescott      | 27 de julio de 2018   | 1:28     | 1:40 (Pinkie Pie)       |
| 32 | 6  | Rarity Investigates: The Case of the Bedazzled Boot | Ishi Rudell | Julia Prescott      | 27 de julio de 2018   | 1:28     | 1:59 (Trixie)           |
| 33 | 7  | All the World's Off Stage                           | Ishi Rudell | Christopher Godfrey | 3 de agosto de 2018   | 1:35     | 1:54 (Micro Chips)      |
| 33 | 7  | All the World's Off Stage                           | Ishi Rudell | Christopher Godfrey | 3 de agosto de 2018   | 1:35     | 1:11 (Pinkie Pie)       |
| 33 | 7  | All the World's Off Stage                           | Ishi Rudell | Christopher Godfrey | 3 de agosto de 2018   | 1:35     | 1:25 (Twilight Sparkle) |
| 34 | 8  | Constructive Criticism                              | Ishi Rudell | Jim Martin          | 10 de agosto de 2018  | 1:31     | 1:34 (Photo Finish)     |
| 34 | 8  | Constructive Criticism                              | Ishi Rudell | Jim Martin          | 10 de agosto de 2018  | 1:31     | 1:17 (Pinkie Pie)       |
| 34 | 8  | Constructive Criticism                              | Ishi Rudell | Jim Martin          | 10 de agosto de 2018  | 1:31     | 1:46 (Rainbow Dash)     |
| 35 | 9  | Opening Night                                       | Ishi Rudell | Kelly D'Angelo      | 17 de agosto de 2018  | 2:23     | 1:02 (Twilight Sparkle) |
| 35 | 9  | Opening Night                                       | Ishi Rudell | Kelly D'Angelo      | 17 de agosto de 2018  | 2:23     | 1:32 (Sunset Shimmer)   |
| 35 | 9  | Opening Night                                       | Ishi Rudell | Kelly D'Angelo      | 17 de agosto de 2018  | 2:23     | 1:21 (Applejack)        |
| 36 | 10 | Happily Ever After Party                            | Ishi Rudell | Whitney Ralls       | 24 de agosto de 2018  | 2:23     | 1:32 (Rarity)           |
| 36 | 10 | Happily Ever After Party                            | Ishi Rudell | Whitney Ralls       | 24 de agosto de 2018  | 2:23     | 1:42 (Rainbow Dash)     |
| 36 | 10 | Happily Ever After Party                            | Ishi Rudell | Whitney Ralls       | 24 de agosto de 2018  | 2:23     | 1:29 (Applejack)        |

##### Temporada 2

###### Better Together
| #   | #   | Título                          | Director                | Escritor                     | Estreno                                     | Duración |
| --- | --- | ------------------------------- | ----------------------- | ---------------------------- | ------------------------------------------- | -------- |
| 37  | 1   | Reboxing with Spike!            | 11 de enero de 2019     | Ishi Rudell y Katrina Hadley | Gillian M. Berrow                           | 1:56     |
| 38  | 2   | DIY with Applejack              | 18 de enero de 2019     | Ishi Rudell y Katrina Hadley | Laura Hooper Beck                           | 2:28     |
| 39  | 3   | The Craft of Cookies            | 25 de enero de 2019     | Ishi Rudell y Katrina Hadley | Laura Hooper Beck                           | 2:30     |
| 40  | 4   | Street Magic with Trixie!       | 1 de febrero de 2019    | Ishi Rudell y Katrina Hadley | Laura Hooper Beck                           | 1:15     |
| 41  | 5   | Sic Skateboard                  | 8 de febrero de 2019    | Ishi Rudell y Katrina Hadley | Gillian M. Berrow                           | 2:00     |
| 42  | 6   | Street Chic                     | 15 de febrero de 2019   | Ishi Rudell y Katrina Hadley | Laura Hooper Beck                           | 2:18     |
| 43  | 7   | Game Stream                     | 22 de febrero de 2019   | Ishi Rudell y Katrina Hadley | Katie Chilson                               | 2:08     |
| 44  | 8   | Best in Show: The Pre-Show      | 1 de marzo de 2019      | Ishi Rudell y Katrina Hadley | Gillian M. Berrow                           | 2:03     |
| 45  | 9   | Best in Show: The Victory Lap   | 8 de marzo de 2019      | Ishi Rudell y Katrina Hadley | Katie Chilson                               | 2:13     |
| 46  | 10  | Schedule Swap                   | 15 de marzo de 2019     | Ishi Rudell y Katrina Hadley | Gillian M. Berrow                           | 2:38     |
| 47  | 11  | Twilight Under the Stars        | 22 de marzo de 2019     | Ishi Rudell y Katrina Hadley | Gillian M. Berrow                           | 2:20     |
| 48  | 12  | Five Stars                      | 29 de marzo de 2019     | Ishi Rudell y Katrina Hadley | Gillian M. Berrow, Kate Chilson             | 2:41     |
| 49  | 13  | FOMO                            | 5 de abril de 2019      | Ishi Rudell y Katrina Hadley | Gillian M. Berrow, Kate Chilson             | 2:19     |
| 50  | 14  | I'm on a Yacht'                 | 24 de mayo de 2019      | Ishi Rudell y Katrina Hadley | John Boyd, Lisette Bustamante               | 2:43     |
| 51  | 15  | Run to Break Free               | 31 de mayo de 2019      | Ishi Rudell y Katrina Hadley | Jess Furman, Jessuca Vaughn, Dan Whittemore | 2:44     |
| 52  | 16  | Camping Must-Haves              | 7 de junio de 2019      | Ishi Rudell y Katrina Hadley | Katie Chilson                               | 2:27     |
| 53  | 17  | Festival Filters                | 14 de junio de 2019     | Ishi Rudell y Katrina Hadley | Katie Chilson                               | 2:06     |
| 54  | 18  | How to Backstage                | 21 de junio de 2019     | Ishi Rudell y Katrina Hadley | Katie Chilson                               | 2:02     |
| 55  | 19  | Festival Looks                  | 28 de junio de 2019     | Ishi Rudell y Katrina Hadley | Katie Chilson                               | 1:54     |
| 56  | 20  | Five Lines You Need to Stand In | 5 de julio de 2019      | Ishi Rudell y Katrina Hadley | Katie Chilson                               | 2:17     |
| TBA | TBA | Do It For the Ponygram!         | 30 de agosto de 2019    | Ishi Rudell y Katrina Hadley | Nick Confalone                              | 3:03     |
| 57  | 21  | Find the Magic                  | 1 de septiembre de 2019 | Ishi Rudell y Katrina Hadley | Jarl Aanestad, Jess Furman, Jessica Vaughn  | 2:27     |

###### You Choose the Ending
| #  | #  | Título                  | Director    | Escritor         | Estreno                  | Duración | Final                     |
| -- | -- | ----------------------- | ----------- | ---------------- | ------------------------ | -------- | ------------------------- |
| 58 | 22 | Wake-Up!                | Ishi Rudell | Kate Leth        | 3 de septiembre de 2019  | 1:27     | 1:28 (Applejack)          |
| 58 | 22 | Wake-Up!                | Ishi Rudell | Kate Leth        | 3 de septiembre de 2019  | 1:27     | 1:31 (Rainbow Dash)       |
| 58 | 22 | Wake-Up!                | Ishi Rudell | Kate Leth        | 3 de septiembre de 2019  | 1:27     | 1:30 (Pinkie Pie)         |
| 59 | 23 | The Last Drop           | Ishi Rudell | Whitney Ralls    | 6 de septiembre de 2019  | 1:32     | 1:26 (Sunset Shimmer)     |
| 59 | 23 | The Last Drop           | Ishi Rudell | Whitney Ralls    | 6 de septiembre de 2019  | 1:32     | 1:20 (Fluttershy)         |
| 59 | 23 | The Last Drop           | Ishi Rudell | Whitney Ralls    | 6 de septiembre de 2019  | 1:32     | 1:16 (Big McIntosh)       |
| 60 | 24 | Inclement Leather       | Ishi Rudell | Anna Christopher | 8 de septiembre de 2019  | 1:38     | 1:23 (Applejack)          |
| 60 | 24 | Inclement Leather       | Ishi Rudell | Anna Christopher | 8 de septiembre de 2019  | 1:38     | 1:08 (Twilight Sparkle)   |
| 60 | 24 | Inclement Leather       | Ishi Rudell | Anna Christopher | 8 de septiembre de 2019  | 1:38     | 1:28 (Vignette Valencia)  |
| 61 | 25 | Lost and Pound          | Ishi Rudell | Jim Martin       | 10 de septiembre de 2019 | 1:12     | 2:05 (Rarity)             |
| 61 | 25 | Lost and Pound          | Ishi Rudell | Jim Martin       | 10 de septiembre de 2019 | 1:12     | 2:02 (Spike)              |
| 61 | 25 | Lost and Pound          | Ishi Rudell | Jim Martin       | 10 de septiembre de 2019 | 1:12     | 0:50 (Fluttershy)         |
| 62 | 26 | Accountibilibuddies     | Ishi Rudell | Jim Martin       | 13 de septiembre de 2019 | 1:14     | 1:41 (Rainbow Dash)       |
| 62 | 26 | Accountibilibuddies     | Ishi Rudell | Jim Martin       | 13 de septiembre de 2019 | 1:14     | 1:27 (Pinkie Pie)         |
| 62 | 26 | Accountibilibuddies     | Ishi Rudell | Jim Martin       | 13 de septiembre de 2019 | 1:14     | 1:46 (Snips)              |
| 63 | 27 | The Road Less Scheduled | Ishi Rudell | Anna Christopher | 15 de septiembre de 2019 | 1:06     | 1:46 (Fluttershy)         |
| 63 | 27 | The Road Less Scheduled | Ishi Rudell | Anna Christopher | 15 de septiembre de 2019 | 1:06     | 1:51 (Principal Celestia) |
| 63 | 27 | The Road Less Scheduled | Ishi Rudell | Anna Christopher | 15 de septiembre de 2019 | 1:06     | 1:26 (Micro Chips)        |

#### Saga de sunset
| # | Título                           | Estreno             | Duración | Duración total |
| - | -------------------------------- | ------------------- | -------- | -------------- |
| 1 | A Friendship to Remember         | 9 de marzo de 2018  | 10:16    | 10:16          |
| 2 | Homecoming                       | 16 de marzo de 2018 | 9:57     | 20:13          |
| 3 | Wiped Out                        | 23 de marzo de 2018 | 9:21     | 29:34          |
| 4 | Good Cop, Great and Powerful Cop | 30 de marzo de 2018 | 9:28     | 39:02          |
| 5 | Unforgettable                    | 6 de abril de 2018  | 9:50     | 48:52          |

#### Rollercoaster of Friendship
| # | Título                 | Estreno                  | Duración | Duración total |
| - | ---------------------- | ------------------------ | -------- | -------------- |
| 1 | All Bite & No Park     | 31 de agosto de 2018     | 10:16    | 10:16          |
| 2 | Frenemy Request        | 7 de septiembre de 2018  | 9:50     | 20:06          |
| 3 | Applejack Investigates | 14 de septiembre de 2018 | 9:48     | 29:5           |
| 4 | Captured Images        | 21 de septiembre de 2018 | 7:17     | 38:11          |
| 5 | No Filter              | 28 de septiembre de 2018 | 10:57    | 49:08          |

#### Spring Breakdown
| # | Título               | Estreno             | Duración | Duración total |
| - | -------------------- | ------------------- | -------- | -------------- |
| 1 | Bon Voyage           | 12 de abril de 2019 | 7:43     | 7:43           |
| 2 | Sea Legs             | 19 de abril de 2019 | 7:44     | 15:27          |
| 3 | Tropical Depression  | 26 de abril de 2019 | 7:43     | 23:10          |
| 4 | Friend Overboard     | 3 de mayo de 2019   | 7:43     | 30:53          |
| 5 | Hoofin' It           | 10 de mayo de 2019  | 7:44     | 39:37          |
| 6 | That Sinking Feeling | 17 de mayo de 2019  | 7:41     | 47:18          |

#### Sunset's Backstage Pass
| # | Título | Estreno                  | Duración | Duración total |
| - | ------ | ------------------------ | -------- | -------------- |
| 1 | Part 1 | 17 de septiembre de 2019 | 7:44     | 7:44           |
| 2 | Part 2 | 22 de septiembre de 2019 | 7:43     | 15:27          |
| 3 | Part 3 | 24 de septiembre de 2019 | 7:44     | 23:11          |
| 4 | Part 4 | 29 de septiembre de 2019 | 7:43     | 30:54          |
| 5 | Part 5 | 6 de octubre de 2019     | 7:43     | 38:37          |
| 6 | Part 6 | 13 de octubre de 2019    | 7:40     | 46:17          |

#### Holiday Unwrapped
| # | Título                   | Estreno                 | Duración | Duración total |
| - | ------------------------ | ----------------------- | -------- | -------------- |
| 1 | Blizzard or Bust         | 16 de noviembre de 2019 | 7:40     | 7:40           |
| 2 | The Thin Red Pie         | 22 de noviembre de 2019 | 7:40     | 15:20          |
| 3 | The Cider Louse Fools    | 29 de noviembre de 2019 | 7:40     | 23:00          |
| 4 | Winter Break-In          | 6 de diciembre de 2019  | 7:40     | 30:40          |
| 5 | Dashing Through The Mall | 13 de diciembre de 2019 | 7:40     | 38:20          |
| 6 | O Come All Ye Squashful  | 20 de diciembre de 2019 | 7:40     | 46:00          |